# Juan Pablo Duarte
Juan Pablo Duarte y Díez (Ciudad Colonial, 26 gennaio 1813 – Caracas, 15 luglio 1876) è stato un politico dominicano ed uno dei padri fondatori della Repubblica Dominicana.
Fu un visionario e pensatore liberale che, insieme a Francisco del Rosario Sánchez e Matías Ramón Mella è considerato l'architetto della Repubblica Dominicana e per la sua indipendenza dal ruolo degli Haitiani nel 1844. La sua aspirazione era quella di contribuire a creare una nazione autosufficiente fondata sugli ideali liberali di un governo democratico.
In suo onore il monte più alto dei Caraibi prende il nome di Pico Duarte, come anche: Juan Pablo Duarte Square a New York City e tanti altri luoghi degni di nota, suggerendo l'importanza storica che i dominicani hanno dato a quest'uomo. La sua visione per il paese è stata rapidamente affossata dall'élite conservatrice, che cercava di allineare la nuova nazione con le potenze coloniali e tornare indietro al regionalismo tradizionale. Tuttavia, i suoi ideali democratici, anche se non pienamente concretizzati e un po' imprecisi, sono serviti come principi guida, soprattutto in teoria, per la maggior parte dei governi dominicani. Morì in esilio e questo ha fatto di lui un martire politico agli occhi delle generazioni successive.

## I primi anni
Duarte nacque a Santo Domingo, Capitaneria generale di Santo Domingo durante il periodo comunemente chiamato "The Era of Foolish Spain", o España Boba.
Il padre di Duarte fu Juan José Duarte da Vejer de la Frontera, Cadice, in Spagna, e sua madre era Manuela Díez Jiménez da El Seybo, Captaincy General of Santo Domingo ed era figlia di padre spagnolo e madre dominicana. Nel 1802 Duarte e la Jiménez emigrarono da Santo Domingo a Mayagüez nell'isola di Porto Rico. Questo fu fatto per eludere le imposizioni francesi su Santo Domingo. Questa trasformazione dell'esperienza coloniale dell'isola iniziò un anno prima, quando Toussaint Louverture, governatore di Santo Domingo (ora Haiti), una colonia della Francia localizzata ad occidente di Hispaniola, prese il controllo di Santo Domingo, situata nei due terzi orientali dell'isola. A quel tempo la Francia e Santo Domingo stavano attraversando movimenti sociali esaustivi, cioè la Rivoluzione francese e la Rivoluzione haitiana.

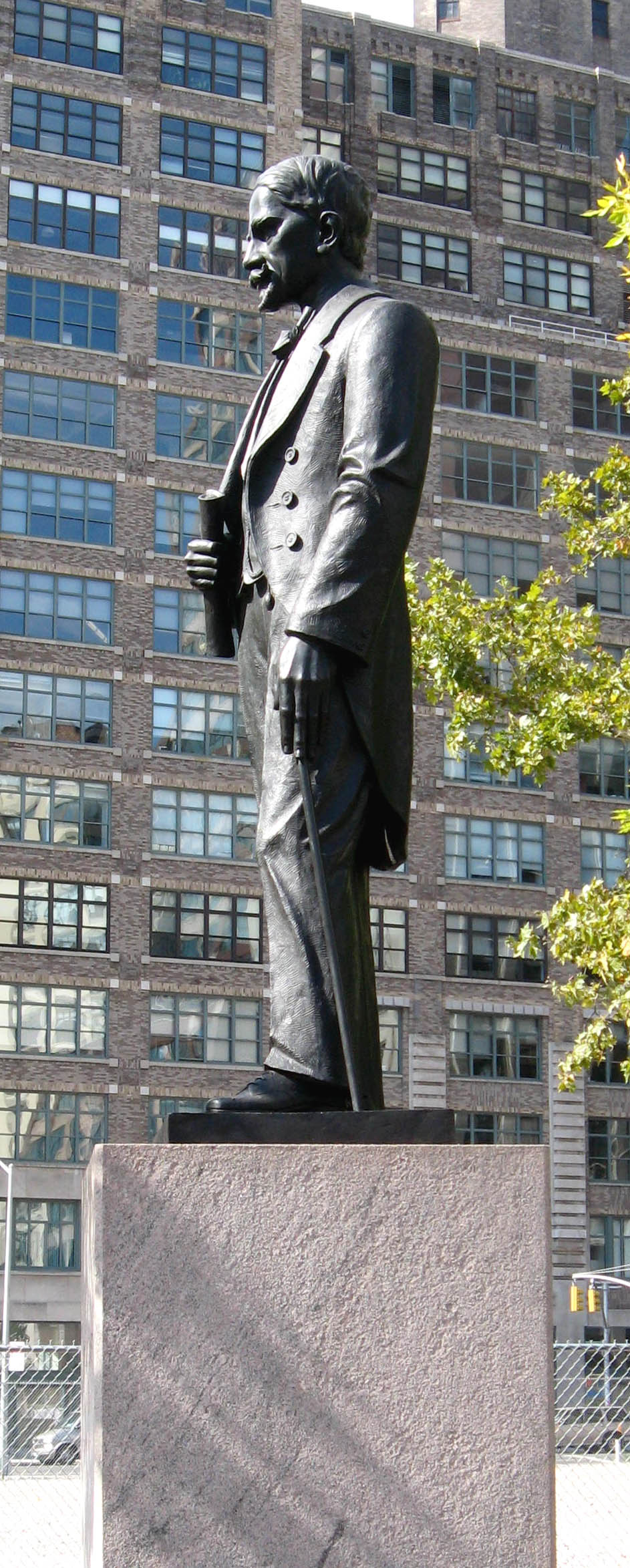
Statua di Duarte a Juan Pablo Duarte Square a New York City